# النقبي
النقبيين قبيلة خثعمية، تقطن في جبال رأس الخيمة وقد سموا بالنقبيين أو النقبي نسبة إلى مقر سكنهم القديم في وادي النقب الذي يبعد عن مدينة راس الخيمة، بحوالي ستة أو سبعة كيلو مترات، ووادي النقب يقع في جبل الأحقب.

## نسب القبيلة
أما اصل عشيرة النقبي فهم من القبائل القحطانية وينتمون إلى قبيلة «خثعم».
وخثعم من القبائل العربية المشهورة في صدر الإسلام وقد ورد ذكرها في بعض الاحاديث النبوية ومن عادات العرب أن يلفظوا الثاء تاء فقيل خثعم وهي بطن من البطون التي انتشرت في الجزيرة العربية وبطن منها كان يسكن في خت منذ قرون ومن هذه القبيلة استمدت كلمة خت.
أما النقبيين الذين ينتمون إلى أحد بطون خثعم فينتشرون في عدة قرى جبلية.

## ديار قبيلة النقوب
ويعيش النقبيين في عدة مناطق في الإمارات، يسكنون في العريبي وينقسمون إلى قسمين: القسم الأول انتقلوا إليها من دبا الحاير واميرهم عبد الله بن احمد النقبي ومن قبلة والدة احمد بن عبد الله النقبي ومن أهم العوائل بنو الخميسي وبنو العقيد وبنو منصور بن علي وبنو عامر وبنو الصم وبنو الديو وبنو الحليو وبنو العضيلي وبنو حسون وغيرهم والقسم الآخر اخذوا تسمية القبيلة من القسم الأول لانهم من أهل منطقة العريبي منذ قديم الزمان واميرهم علي خميس المقدم، ويعيش قسم من النقبيين الذين اتوا من دبا الحاير في منطقة الدقداقة في راس الخيمة وهم بنو حمدين (العزب) وسعيد بن منصور النقبي كما يقطن النقبيين في الفحلين منذ زمن قديم ويسكنون في دفتا التي تتبع إمارة راس الخيمة وهي تقع في المنطفة الشرقية بالقرب نت قرية مسافي وقسم يعيش منهم في خورفكان (الوليه وزبارة والنحوة وشيص وحير بني حميد وهناك نقبيين ما زالوا يعيشون في دبا الحاير. اما خت فقد كانت من مناطق النقبيين منذ زمن طويل إذ يعيش فيها عدة بطون للنقبيين وهؤلاء هم: (بني علي – بنو هاشم - الرواشد - الباكورة – آل الصمصوم) وهؤلاء أيضا من بطون النقبيين في خت.
وينقسم بنو النقبي إلى قسمين: القسم الأول في خت الغربية ويسكن فيها الصمصوم والباكوره، أما خت الشرقية وهم القسم الثاني ويقطنها (بنو علي وبنو هاشم والرواشد
اما في خورفكان فهناك عدة بطون للنقبيين طويل إذ يعيش فيها عدة بطون وهؤلاء هم: (حنون والكابوري- وحم عبيد - والمطوع - بن عبود – علوان – والحنضل – والشايب – والظنين - وعلاي – والحناطيب-وخلف بن محمد-وبوسهم-والقطاعي-واللاهوب-والبديوي-واليوحه-والصغير-والضعيف-وقسوم-وحمدان بن خدوم-والغيص - وغيرهم) اما في اللؤلؤية آل الوالي قسم يعيش في اللؤلؤية وقسم يعيش في دفتا (العتامنه وهم ما يسموهم بالوقت الحالي (
العثمني) وبنوا سالم الذي كان جدهم أميرا اللؤلؤية عبد الله سالم ومحمد سالم وبني هلال ولهم طوي في منطقة اللؤلؤية تسمى طوى بن هلال – والحريثي أو الحريثات قسم يعيش بالولية وقسم في دفتا راشد سندالنقبي وبن سند وبنوعبدالرحمن ومطيلان وراشد وحمدان بن سيف، كما أن منطقة الزبارة تحمل العديد من أسماء العوائل التي تنتمي إلى بطون النقبيين كـ بن صالح وتيمور وبن حسن وغيرهم الكثير.;كما يقطنو بععض من النقبيين فيد مدينة كلباء التابعة الي امارة الشارقة وهم عدد كبير في المدينة وهم من أهل المديتة مشهرون بالزراعة أيضا ومن هذه العوائل عائلة حسن بن خميس النقبي رحمة الله ومن ابنائة خميس بن حسن بن خميس النقبي وسالم بن حسن بن خميس النقبي ومحمد بن حسن بن خميس الوالي النقبي وعبدالله بن حسن بن خميس النقبي وكذلك عائلة احمد بن خميس النقبي رحمة الله وابنائة سالم بن احمد بن خميس النقبي وسعيد بن احمد بن خميس النقبي وعائلة محمد بن علي بن عليوة النقبي رحمة الله ومن ابنائة على بن محمد بن عليوة النقبي وسيف بن محمد بن عليوة النقبي وحمد بن محمد على بن عليوة النقبي اما أبناء على بن محمد بن عليوة هما راشد علي بن محمد بن عليوة النقبي ومحمد علي بن محمد بن عليوة النقبي. أبناء راشد علي بن محمد بن عليوة النقبي هم، محمد راشد علي بن محمد بن عليوة النقبي، حمد راشد علي بن محمد بن عليوة النقبي، عادل راشد علي بن محمد بن عليوة النقبي، فيصل راشد علي بن محمد بن عليوة النقبي،
وأيضا عائلة سالم بن احمد سالم النقبي رحمة الله وابنائة عبيد بن سالم بن احمد النقبي وخلفان بن سالم بن احمد النقبي ومحمد سالم بن احمد النقبي وعائلة سعيد بن عليوة النقبي ومن ابنائة علي سعيد بن عليوة النقبي وقد سكن حسن بن خميس ومحمد بن على في منطقة وادي وسام حيث مزارعهم ثم انتقلو إلى المدينة واخذو يترددو في الصيف إلى وادي وسام والشتاء يرجعو إلى المدينة ولا تزال مزارعهم باقية إلى يومنا هذا

## جزء من تاريخ القبيلة وماقيل فيهم
```
وأما ما قيل في حق (النقبيين) في حلف (القواسم) الغافري. فقد قال عنهم المؤرخ الإماراتي الشهير: (عبد الله بن صالح المطوع) في مخطوطته (عقود الجمان) في معركة (خور فكان) بين القواسم وإئمة عمان ما يلي: (وقد أبلى في هذه الوقعة النقبيين بلاء حسنا لأنهم هم أهل هذه الديار فصدقوا في الدفاع عنها وهم أهل بأس وشجاعة وصبر حتى هذا اليوم)
```

وقد مدحهم الشيخ سعيد بن حمد القاسمي حاكم كلباء من حيث الشجاعة التي راها منهم في مواقفهم ودفاعهم عن مناطقهم في قصيدة مشهوره حيث قال:
قلت صح الله السانك
```
الله ايفرج امحانك
```

ال خثعم هم اخوانك
```
النقوب أهل المعاني
```

هم عشرتي هم اسنادي
```
هم اخوتي هم أولادي
```

هم أبوتي هم اجدادي
```
هم بني عمي واخوالي
```

هم صناديد القرومي
```
هم لي يجلو اهمومي
```

ابتهج وايطيب نومي
```
عندهم وايريح بالي
```

## النقبيين والزراعة
والنقبيين ملاك مزارع ولهم بساتين كثيره في خت ودفتا وجانب من مناطق مدينة خورفكان ما بين اللؤلؤية مرورا بالزبارة تى منطقة حصّي يزرعون النخيل والمانجو أو (الهمبا) وكذلك يزرعون القمح (الحب) وقديما يزرع الحب في المنطقة من طوى (الشيخ) غربا إلى البسطه (منطقه معروفه شرقا كلها تزرع بالقمح).كما يزرع القمح في المنطقة الممتدة (من ند الزبا جنوبا وحتى أم صدير شمالا) وتوجد في خت (عين معدنية) تنبع من شق باطن الجبل الذي كان منذ آلاف السنين فوهة بركان.
ومن آثار خت معبد النار أو (الصنم) وخمسة أبراج ورد ذكرها أثناء الحديث عن حصون وقلاع جلفار ومن الآثار أيضا في خت ند الزبا وهو يقع على بعد كيلو مترين جهة الغرب، ويلف التل أو الند سور قديم.
تعيش قبيلة النقبيين حاليا ما بين جبال وسهول رأس الخيمة والساحل الشرقي لدولة الإمارات، كما يتواجد بعض من بطون القبيلة بالمناطق العمانية القريبة من حدود دولة لإمارات.